# Зун-Мурино (сельское поселение)
Се́льское поселе́ние «Зун-Мурино» (бур. Зүүн Мүрэнэй hомон) — муниципальное образование в Тункинском районе Бурятии Российской Федерации.
Административный центр — посёлок Зун-Мурино.

## История
Статус и границы сельского поселения установлены Законом Республики Бурятия от 31 декабря 2004 года № 985-III «Об установлении границ, образовании и наделении статусом муниципальных образований в Республике Бурятия»

## Население
| 2011  | 2012  | 2013  | 2014  | 2015  | 2016  | 2017  |
| ----- | ----- | ----- | ----- | ----- | ----- | ----- |
| 1286  | ↘1249 | ↗1254 | ↘1224 | ↘1178 | ↘1153 | ↘1141 |
| 2018  | 2019  | 2020  | 2021  | 2023  | 2024  |       |
| ↘1130 | ↘1080 | ↘1070 | ↗1115 | ↘1099 | ↘1090 |       |

## Состав сельского поселения
| № | Населённый пункт | Тип населённого пункта          | Население |
| - | ---------------- | ------------------------------- | --------- |
| 1 | Зун-Мурино       | посёлок, административный центр | ↘979      |
| 2 | Шанай            | улус                            | ↘303      |